# 1981 au cinéma
| Années du cinéma : 1978 - 1979 - 1980 - 1981 - 1982 - 1983 - 1984    |
| Décennies du cinéma : 1950 - 1960 - 1970 - 1980 - 1990 - 2000 - 2010 |

Cet article présente les faits marquants de l'année 1981 au cinéma.

## Événements
- 30 mars : les cinq plus importantes fédérations de ciné-clubs organisent la manifestation « Six heures pour les Ciné-Clubs » à la Cinémathèque de Chaillot à Paris[1].
- 12-20 octobre : Mogpafis, premier symposium du cinéma panafricain (Mogadishu Panafrican Film Symposium) à Mogadiscio en Somalie[2].

## Principaux films de l'année
- Au-delà du réel de Ken Russell.
- Les Aventuriers de l'arche perdue de Steven Spielberg, avec Harrison Ford.
- Beau-père de Bertrand Blier, avec Patrick Dewaere, Ariel Besse et Nicole Garcia.
- Blow Out de Brian De Palma, avec John Travolta.
- Les Chariots de feu de Hugh Hudson.
- Le Choix des armes  d'Alain Corneau.
- Le Bateau de Wolfgang Petersen, avec Jürgen Prochnow et Herbert Grönemeyer.
- Evil Dead de Sam Raimi.
- Excalibur de John Boorman.
- Le facteur sonne toujours deux fois de Bob Rafelson, avec Jack Nicholson et Jessica Lange.
- La Femme d'à côté de François Truffaut.
- Gallipoli de Peter Weir sur la bataille des Dardanelles durant la Première Guerre mondiale, avec Mel Gibson.
- Garde à vue de Claude Miller.
- La Guerre du feu de Jean-Jacques Annaud.
- Hôtel des Amériques d'André Téchiné.
- Le Lion du désert de Moustapha Akkad avec Anthony Quinn, Oliver Reed et Irène Papas.
- Moi, Christiane F., 13 ans, droguée, prostituée... de Uli Edel.
- New York 1997 de John Carpenter.
- Le Professionnel de Georges Lautner.
- Pour la peau d'un flic de et avec Alain Delon, ainsi que Anne Parillaud et Michel Auclair.
- Reds de Warren Beatty (3 Oscars dont celui du meilleur réalisateur).
- Les Uns et les Autres de Claude Lelouch (un des plus gros succès de l'année en France).

## Festivals

### Cannes
- L'Homme de fer d'Andrzej Wajda remporte la Palme d'or au Festival de Cannes.

### Autres festivals
- 7e édition du Festival panafricain du cinéma et de la télévision de Ouagadougou (Fespaco) :
  - Djeli, de Fadika Kramo-Lanciné (Côte d'Ivoire) obtient le grand prix (Étalon de Yennenga).

## Récompenses

### Oscars
- Les Chariots de feu de Hugh Hudson remporte l'Oscar du meilleur film.

### Césars
- Meilleur film : Le Dernier Métro de François Truffaut, qui obtient également 10 récompenses avec :
  - Meilleur réalisateur : François Truffaut,
  - Meilleur acteur : Gérard Depardieu,
  - Meilleure actrice : Catherine Deneuve,
  - Meilleur scénario,
  - Meilleure musique,
  - Meilleur montage,
  - Meilleur son,
  - Meilleurs décors,
  - Meilleures photographies.
- Meilleur second rôle masculin : Jacques Dufilho dans Un mauvais fils
- Meilleur second rôle féminin : Nathalie Baye dans Sauve qui peut (la vie)
- Meilleur film étranger : Kagemusha, l'Ombre du guerrier de Akira Kurosawa

### Autres récompenses
- Vivre vite ! (Deprisa, deprisa) de Carlos Saura remporte l'Ours d'or du meilleur film au Festival international du film de Berlin.

## Box-Office

### France
| Class.                     | Titre                             | Pays                  | Réalisateur                           | Box-Office France |
| -------------------------- | --------------------------------- | --------------------- | ------------------------------------- | ----------------- |
| 1.                         | La Chèvre                         |                       | Francis Veber                         | 7 080 137 entrées |
| 2.                         | Rox et Rouky                      | États-Unis d'Amérique | Art Stevens, Richard Rich, Ted Berman | 6 687 862 entrées |
| 3.                         | Les Aventuriers de l'arche perdue | États-Unis d'Amérique | Steven Spielberg                      | 6 397 842 entrées |
| 4.                         | Le Professionnel                  |                       | Georges Lautner                       | 5 243 511 entrées |
| 5.                         | La Guerre du feu                  |                       | Jean-Jacques Annaud                   | 4 951 574 entrées |
| Source : cbo-boxoffice.com |                                   |                       |                                       |                   |

### États-Unis
1. USD 209 562 121 : Les Aventuriers de l'arche perdue de Steven Spielberg
2. USD 119 285 432 : La Maison du lac de Mark Rydell
3. USD 108 185 706 : Superman 2 de Richard Lester
4. USD   95 461 682 : Arthur de Steve Gordon
5. USD   85 297 000 : Les bleus de Ivan Reitman
6. USD   72 179 579 : L'Équipée du Cannonball de Hal Needham
7. USD   58 972 904 : Les chariots de feu de Hugh Hudson
8. USD   54 812 802 : Rien que pour vos yeux de John Glen
9. USD   50 427 646 : Les quatre saisons de Alan Alda
10. USD   42 365 581 : Bandits, bandits (Time Bandits) de Terry Gilliam

## Principales naissances
- 6 janvier : 
  - Jérémie Rénier
  - Rinko Kikuchi
- 28 janvier : Elijah Wood
- 9 février : Tom Hiddleston
- 17 février : Joseph Gordon-Levitt
- 2 mars : Bryce Dallas Howard
- 19 avril : 
  - Hayden Christensen
  - Catalina Sandino Moreno
- 28 avril : Jessica Alba
- 12 mai : Rami Malek
- 9 juin : Natalie Portman
- 13 juin : Chris Evans
- 17 juillet : Mélanie Thierry
- 23 juillet : Raphaël Personnaz
- 29 août : Émilie Dequenne († 16 mars 2025)
- 12 septembre : Jennifer Hudson
- 16 septembre : Fan Bingbing
- 6 novembre : Reza Dormishian
- 29 novembre : Bun Hay Mean († 10 juillet 2025)

## Principaux décès

### Premier trimestre
- 10 janvier : Richard Boone, acteur américain.
- 12 février : Lev Atamanov, réalisateur de films d'animation russe (° 1905)
- 15 mars : René Clair, réalisateur français (° 1898).

### Deuxième trimestre
- 3 mai : Nargis, actrice indienne  (° 1929)
- 21 juillet : Voldemārs Pūce, cinéaste letton (° 24 août 1906).

### Troisième trimestre
- 10 août : Valentine Tessier, comédienne française (° 1892).
- 18 août : Philippe Marlaud, acteur français (° 1959).

### Quatrième trimestre
- 3 novembre : Jean Eustache réalisateur et acteur français (° 1938)
- 10 novembre : Abel Gance, réalisateur français (° 1889)
- 1er décembre : Mohamad Mochtar, à 63 ans, acteur indonésien (° 1er juillet 1918)